# EMG
EMG, Inc. é uma empresa estadunidense da Califórnia fundada 1976 que produz captadores para guitarras e baixos. Entre os acessórios para guitarras e baixos, a empresa vende captadores ativos do tipo "humbucker", como o EMG 81, o EMG 85, o EMG 60 e o EMG 89. A empresa também produz captadores passivos, como a série EMG-HZ, que inclui SRO-OC1 e conjuntos de SC. Há também uma série de equipamentos voltados para um som tradicional e passivo conhecido como a série X.
Seus captadores ativos são mais populares entre os artistas de hard rock e metal, como Metallica, Slayer, Zakk Wylde, Sepultura, Judas Priest, Exodus, Emperor, Cannibal Corpse, Children of Bodom, Death Angel, Cryptopsy, Malevolent Creation e Primus, mas também são usados por outros como Prince, Vince Gill, Kyle Sokol, Steve Winwood, Steve Lukather e David Gilmour.